# セントラル・バレー (カリフォルニア)

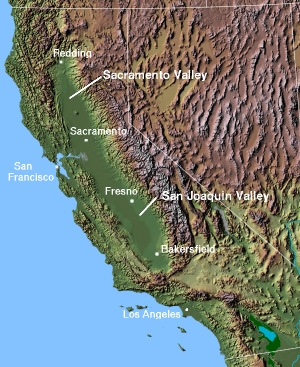
セントラル・バレーの地形図

セントラル・バレー（英: Central Valley）は、アメリカ合衆国カリフォルニア州の中央部を占める大盆地。東西100キロメートル、南北700キロメートル、面積は約5万平方キロメートルに達し、720万人の人口を擁する。

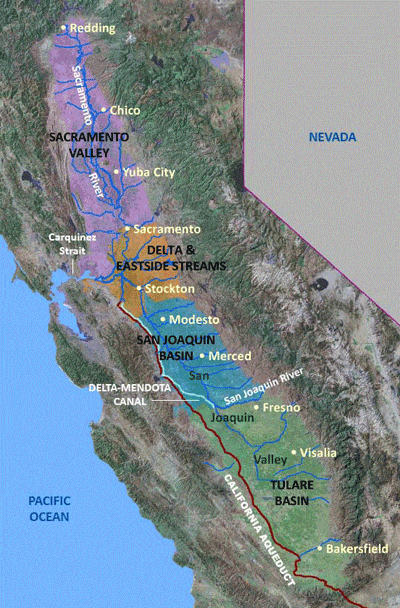
主な河川・水系・都市

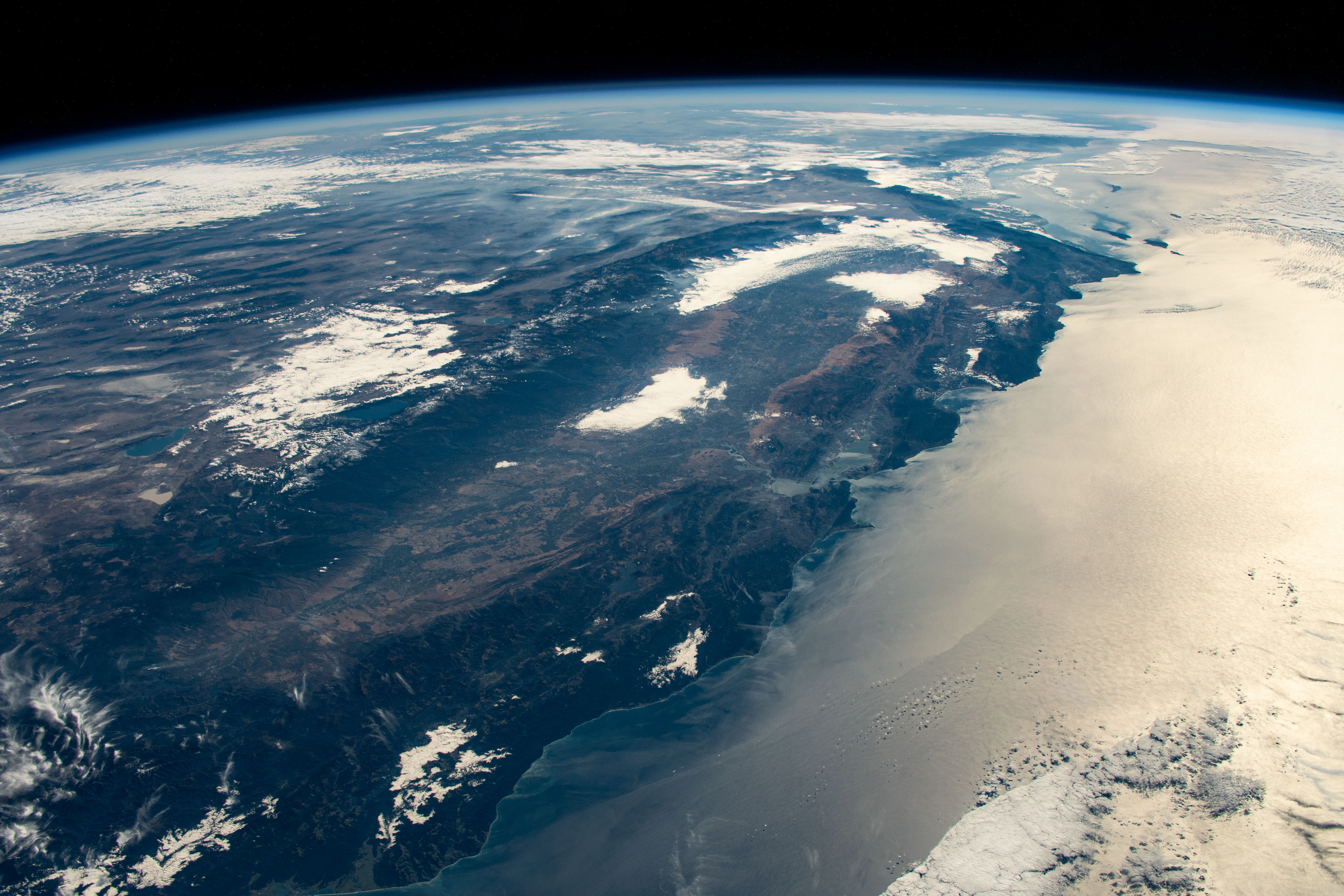
衛星写真（南北は逆転している）

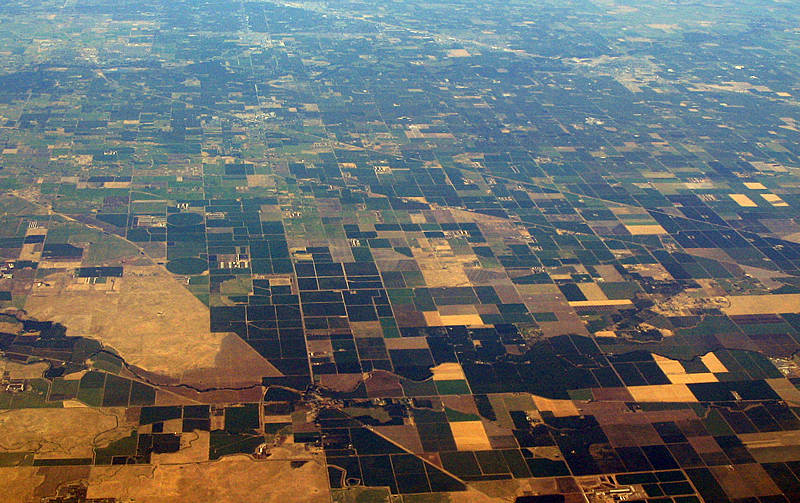
セントラル・バレーの農地

セントラル・バレー北部の3分の1はサクラメント・バレー、南部の3分の2はサンホアキン・バレーと呼ばれる。
北はカスケード山脈、東はシエラネバダ山脈、南はテハチャピ山地、西はコースト山脈とサンフランシスコ湾に囲まれており、サクラメント川とサンホアキン川が流れ、農業地帯になっている。
セントラル・バレーは、古代の海盆（前弧堆積盆）であり、山脈から侵食された堆積物の累積によって広大な低地を形成した。海水面が現在よりも高かった時代には海だったと考えられている。
サクラメント・バレーを流れるアメリカン川で見つかった砂金によって1848年から1850年半ばまでカリフォルニア・ゴールドラッシュが起こった。

## 川
- サクラメント・バレー
  - フェザー川
  - アメリカン川（American River）
- サンホアキン・バレー
  - コシュムネス川（Cosumnes River）
  - マカロミー川（Mokelumne River）
  - ステニスラウス川（Stanislaus River）
  - トゥオルミ川（Tuolumne River）
  - マーセド川
  - チャウチラ川（Chowchilla River）
  - キングス川（Kings River）
  - カーン川（Kern River）

## 山
- サッタービューツ（Sutter Buttes）

## 主要な都市
北から
- レディング（Redding）
- サクラメント（Sacramento）
- ストックトン（Stockton）
- フレズノ（Fresno）
- ベーカーズフィールド（Bakersfield）